# J&W
J&W (Jacobson & Widmark AB) var ett teknikkonsultföretag som huvudsakligen arbetade med byggnadskonstruktioner. År 2002 blev J&W en del av brittiska WSP.

## Historik

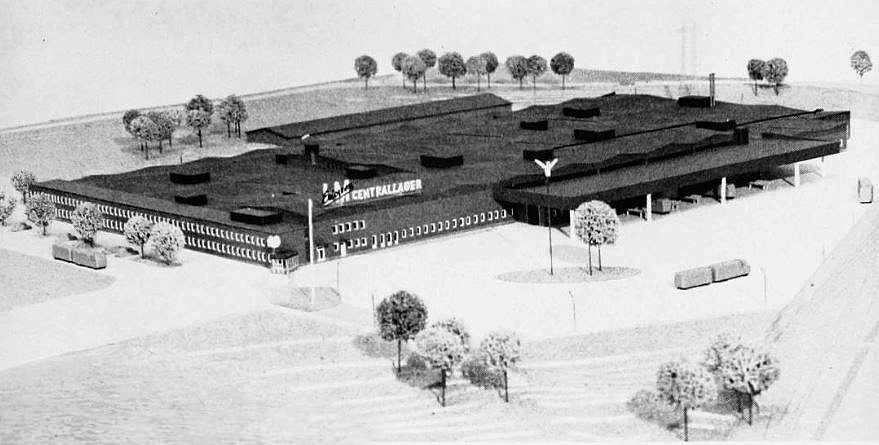
Exempel för ett av J&W:s projekt: LM Ericssons centrallager, Flemingsberg

J&W grundades 1938 av Folke Jacobson och Hans Widmark under namnet Jacobson & Widmark AB. J&W blev en ofta anlitad byggnadskonstruktör med flera lokalkontor runtom i Sverige. Till uppdragen hörde bland annat industribyggnader, bostäder, skolor och sjukhus. Efter 1960-talet breddades verksamheten till att även omfatta geoteknik, markprojektering, landskapsarkitektur, byggadministration, bergteknik och mätteknik. Vid introduktionen på Stockholmsbörsen 1976 hade företaget 750 medarbetare. 
År 1987 förvärvades Wahlinggruppen och Sjölandergruppen vilket innebar att antalet medarbetare ökade kraftigt och att J&W nu även kunde erbjuda konsulttjänster inom el- och VVS-teknik. Ytterligare expansion skedde 2000 när J&W köpte Kjessler & Mannerstråle (KM). År 2001 köptes J&W av WSP, ett brittiskt konsultbolag med liknande struktur som J&W, och fusionerades med detta.